# Mikrokristályos viasz
A mikrokristályos viasz egy viaszfajta, melyet a petrolátumból olaj kivonásával állítanak elő. A paraffintól annyiban különbözik, hogy míg a paraffin elsősorban elágazást nem tartalmazó alkánokból áll, a mikrokristályos viaszban sokkal több izoparaffin (szétágazó szénláncú paraffin) és naftalin található. A paraffinhoz képes sokkal apróbb, finomabb kristályszerkezetű elemekből épül fel. Nagy molekulasúlyú szénhidrogének alkotják. Általában sötétebb, sokkal viszkózusabb, sűrűbb, magasabb olvadáspontú és könnyebben nyújtható a paraffinnál. A magasabb olvadáspont és a nyújthatóság az egymásba fonódó, szétágazó szénláncok miatt van. Széles körben alkalmazzák, elsősorban kozmetikumok összetevője.
A nagyobb, szemcsésebb kristályokból álló változatát kristályos viasznak nevezik. A kristályos viasz felhasználási területei megegyeznek a mikrokristályos viaszéval, de ritkábban alkalmazzák, mert a felületeken kissé egyenetlenebb, durvább bevonatot képez, valamint a minőségétől függően érdes érzést is adhat. Élelmiszerek esetén a kristályos viaszt az E907 kódszám jelöli.

## Felhasználása
- Felhasználják a gumigyártás, gyertyakészítés, ragasztók gyártása, és hordozóanyagok előállítása során.
- Az élelmiszeriparban az élelmiszereket elsősorban az élelmiszerek felületének fényessé tételére (pékáruk, édességek, gyümölcsök esetén) alkalmazzák E905c néven. Napi maximum beviteli mennyiségek nincs meghatározva, ugyanakkor nagy mennyiségben hashajtóként viselkedhet.
- A paraffin kristálytulajdonságai megváltoztatására is alkalmazzák. Mikrokristályos viasz hozzáadásával speciális paraffinok is előállíthatók, melyeknek a keménységét, rugalmasságát és olvadáspontját nagyon pontosan meg lehet határozni.